# Cieśnina Czauńska

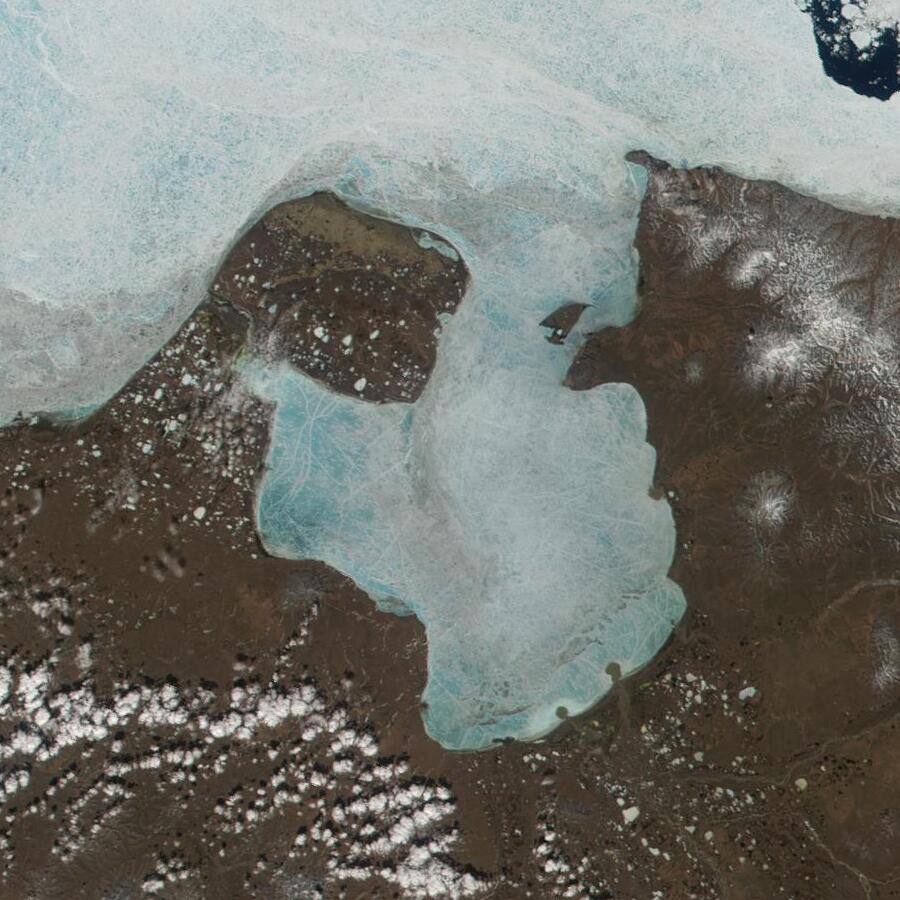
Cieśnina Czauńska

Cieśnina Czauńska (ros. Чаунский пролив) – cieśnina w Rosji; łączy Morze Wschodniosyberyjskie z Zatoką Czauńską; oddziela wyspę Ajon od stałego lądu. Długość ok. 30 km; szerokość od 4 km (w części zachodniej) do 11 km (w części wschodniej). Przez większą część roku pokryta lodem.